# غاني زايلوف
غاني زايلوف (مواليد 3 أغسطس 1985) هو ملاكم كازاخستاني، مثّل بلاده في الألعاب الأولمبية الصيفية 2012.

## روابط خارجية
غاني زايلوف على موقع أوليمبيديا (الإنجليزية)